# صموئيل كلارك (سياسي)
صموئيل كلارك (بالإنجليزية: Samuel Clark)‏ هو محامي وسياسي أمريكي، ولد في 1800 في مقاطعة كايوغا في الولايات المتحدة، وتوفي في 2 أكتوبر 1870 في كالامازو في الولايات المتحدة. نشط حزبياً في الحزب الديمقراطي. وقد انتخب عضو مجلس النواب الأمريكي.